# Oreopsyche palustrella
Oreopsyche palustrella är en fjärilsart som beskrevs av Foltin 1950. Oreopsyche palustrella ingår i släktet Oreopsyche och familjen säckspinnare. Inga underarter finns listade i Catalogue of Life.